# 維格納半圓分布
維格納半圓分布是一以物理學家尤金·維格納(Eugene Wigner)命名的機率分佈。其機率密度函數(Probability Distribution Function)係一存在[-R,R]區間內的半圓形分佈、以(0,0)為中心點並經過適當規範化(Normalized)的結果，因而其實其函數圖型是一半橢圓形。
{\displaystyle f(x)={2 \over \pi R^{2}}{\sqrt {R^{2}-x^{2}\,}}\,}
for −R ≤ x ≤ R, and f(x) = 0 if R < |x|.
此機率分佈可做為一大小接近無限的隨機對稱矩陣，其特徵值(Eigenvalues) 的分布限制範圍。
它是一個經過縮放的Β分布(Beta Distribution)。精確而言：當Y值有B分布(α = β = 3/2)時，則其X = 2RY – R值具備上述分佈特性。

## 性質
第二種切比雪夫多項式(Chebyshev Polynomial)是此分布的正交多項式 (Orthogonal Polynomial) 。對於正整數n，此分佈之第2n項動差(Moment)為：
{\displaystyle E(X^{2n})=\left({R \over 2}\right)^{2n}C_{n}\,}
此處 X是一隨機變數，而Cn是第n項 卡塔蘭數(Catalan number)：
{\displaystyle C_{n}={1 \over n+1}{2n \choose n},\,}
因此若R=2，此分佈之動差為卡塔蘭數。
(因為對稱性的關係，所有奇數項之動差皆為0)
若以 {\displaystyle x=R\cos(\theta )} 替代式子動差生成函數(Moment generating Function)內的x，則我們可以發現：
{\displaystyle M(t)={\frac {2}{\pi }}\int _{0}^{\pi }e^{Rt\cos(\theta )}\sin ^{2}(\theta )\,d\theta }
並得以此式子得出(詳見Abramowitz and Stegun §9.6.18) （页面存档备份，存于）：
{\displaystyle M(t)=2\,{\frac {I_{1}(Rt)}{Rt}}}
式中的 {\displaystyle I_{1}(z)} 是一變異貝索函數(Modified bessel functions)。
同樣地，其特徵方程式：
{\displaystyle \varphi (t)=2\,{\frac {J_{1}(Rt)}{Rt}}}
其中的 {\displaystyle J_{1}(z)} 是貝索函數。( 詳見 Abramowitz and Stegun §9.1.20) （页面存档备份，存于）。若取一有限且接近0的實數 {\displaystyle R}，則維格納半圓分布成為一狄拉克δ函数 (Dirac delta function)。微分方程式 (Differential equation)
{\displaystyle \left\{\left(r^{2}-x^{2}\right)f'(x)+xf(x)=0,\ f(1)={\frac {2{\sqrt {r^{2}-1}}}{\pi r^{2}}}\right\}}

## 與非古典機率的關係
在 非古典機率 (free probability) 理論中，維格納半圓分布有著如同常態分佈 (Normal Distribution) 在古典機率中一樣的角色。
也就是說，在非古典機率中，累積量 (Cumulant) 的角色被"自由累積量" (free Cumulant、待翻譯)。

## 參看
- The W.s.d. is the limit of the Kesten–McKay distributions, as the parameter d tends to infinity.
- In number-theoretic literature, the Wigner distribution is sometimes called the Sato–Tate distribution. See Sato–Tate conjecture.
- Marchenko–Pastur distribution or Free Poisson distribution

## 相關連結
- Eric W. Weisstein et al., Wigner's semicircle （页面存档备份，存于）